# Віреон сірий
Віреон сірий (Vireo vicinior) — вид горобцеподібних птахів родини віреонових (Vireonidae).

## Поширення
Вид гніздиться на південному заході США та на півночі Мексики. Зимує на північному заході Мексики. Його місце проживання — напівпосушливі тропічні та субтропічні чагарники.